# Hnúšťa
Hnúšťa er en by i det centrale Slovakiet. Byen ligger i regionen Banská Bystrica. Den ligger kun 270 kilometer fra den slovakiske hovedstad Bratislava. Byen har et areal på 68,05 km² og en befolkning på 6.762(2021) indbyggere.

## Eksterne links
- Officiel hjemmeside

- Wikimedia Commons har flere filer relateret til Hnúšťa